# Маяк

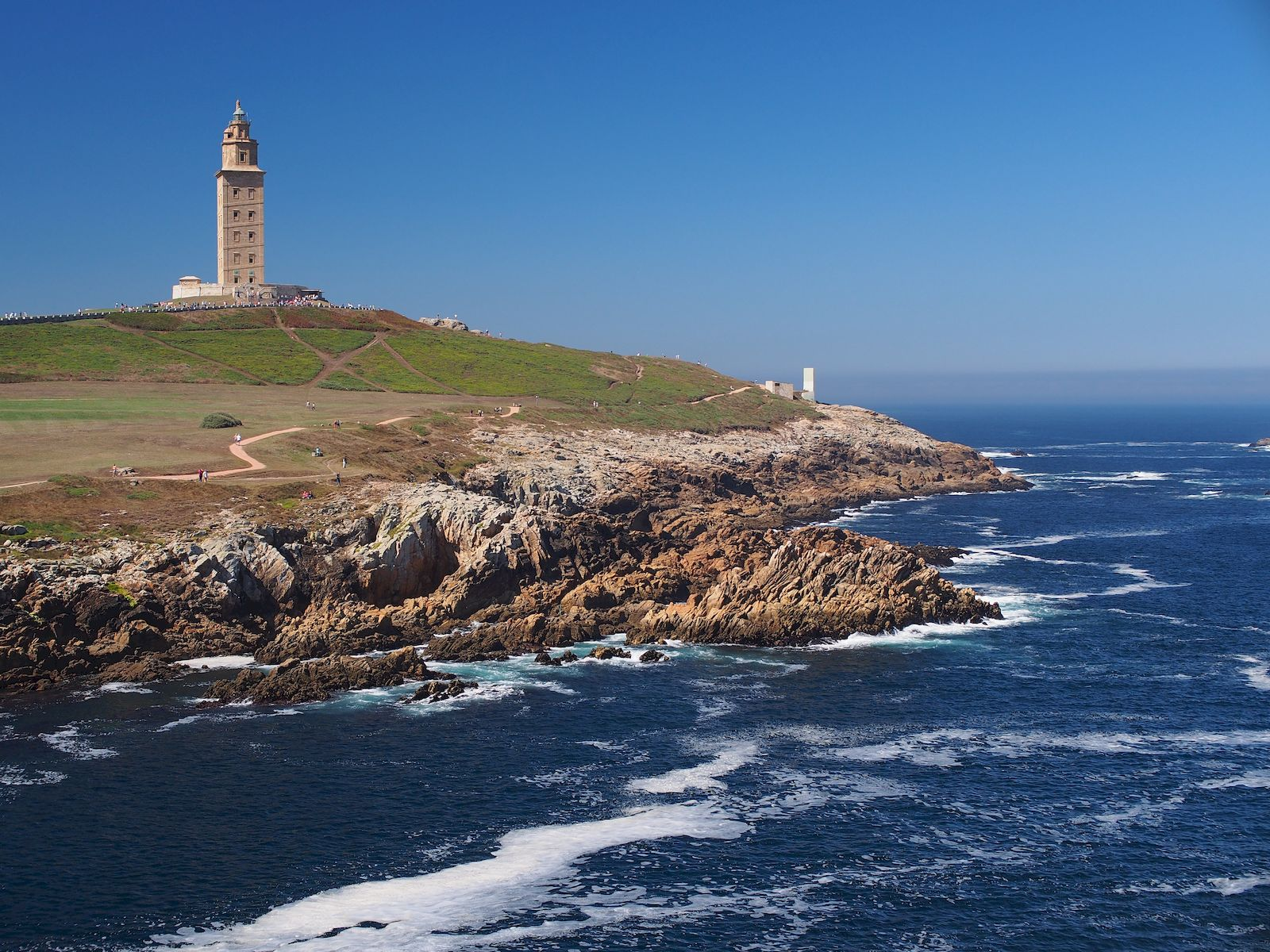
Башня Геркулеса в Ла-Корунье, древнейший из сохранившихся маяков

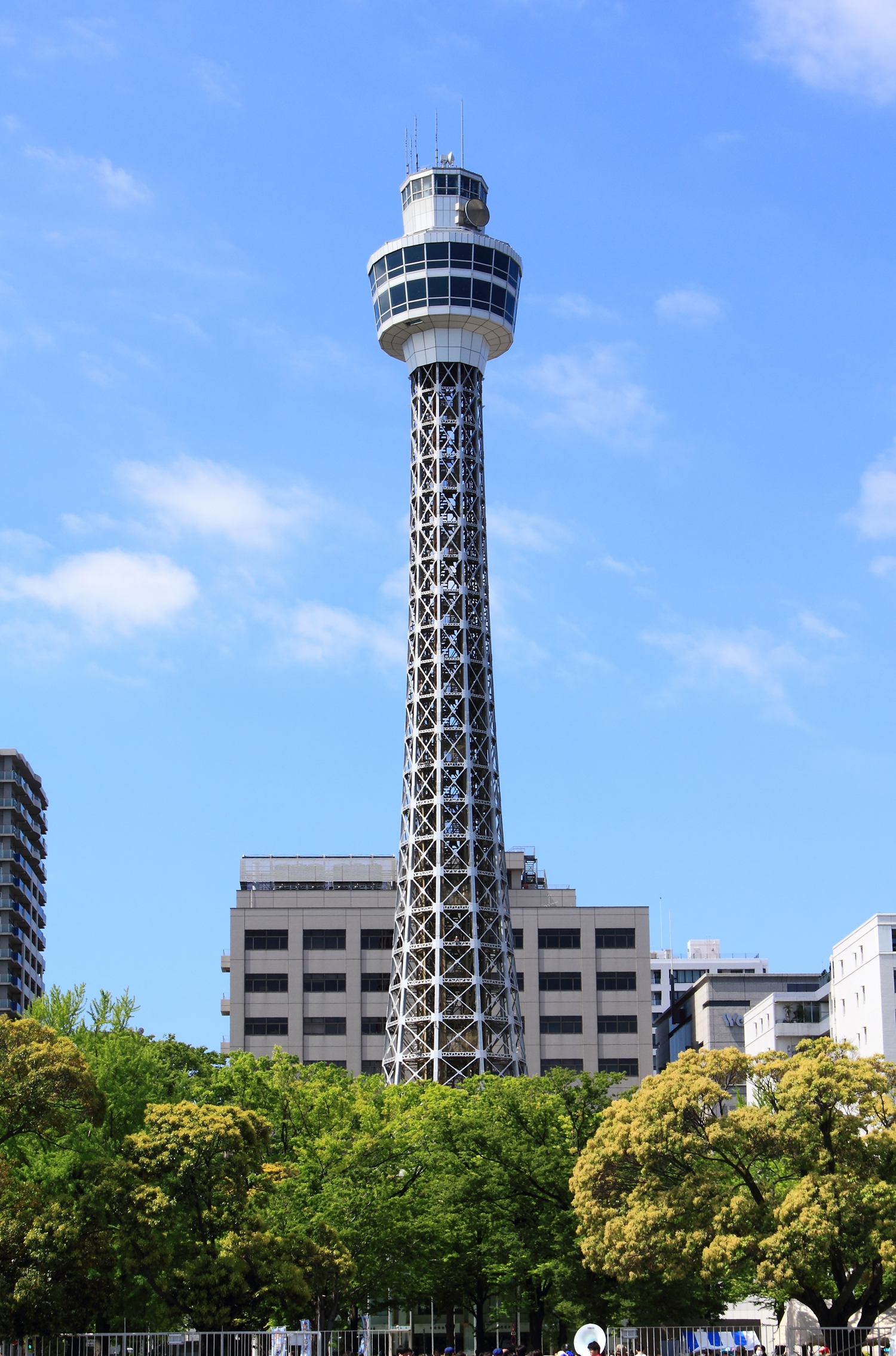
Марин-тауэр в Иокогаме, один из самых высоких маяков в мире

Мая́к — навигационный ориентир, который используется для опознавания берегов, определения местонахождения судна. Может быть стационарным, плавучим. По принципу действия различаются световые и радиотехнические. К радиотехническим относятся радиомаяки, радиолокационные, гидроакустические, лазерные маяки. Как результат строительства — сооружение в виде башни с сильным источником света на вершине.
Основное требование, предъявляемое к маякам, — возможность их обнаружения и безошибочной идентификации в любую погоду и в любое время суток с использованием как средств визуального наблюдения, так и средств радиолокации и обнаружения по звуку.

## Классификация
По месту установки маяки разделяют на:
- Береговые — маяки, устанавливаемые на берегу либо в непосредственной близости от него, например, на прибрежных островах
- Морские или плавучие — маяки, устанавливаемые на кораблях, используют вдали от береговой линии и при входах в порт в качестве лоцманской станции

По выполняемой функции береговые маяки разделяют на:
- Опознавательные (одиночные), служащие для обозначения определённой точки на земной или водной поверхности, которые, в частности, служат знаками при входе в порт или в том месте, где суда меняют курс, а также для обозначения опасных участков
- Створные (работающие обязательно в паре) — служат для обозначения определённой линии на карте и используют для указания места изменения курса судна, например для входа в гавань или порт

В этом случае используют 2 маяка разной высоты. Дальний маяк — всегда выше ближнего, таким образом, если судно на правильном курсе, то с него можно наблюдать одновременно оба маяка, находящихся на линии курса, визуально один над другим. Благодаря разнице высот створных знаков можно точно определить, в какую сторону производить корректировку курса.
Такая система обозначения была внедрена в Европе в 1837 году и получила название «ведущих огней» (англ. Leading Lights). Применяют не только в морской, но и в речной навигации. Створными огнями оборудован путь на Эльбе от Гамбурга до устья реки.
Несмотря на развитие техники визуальное наблюдение остаётся важнейшим средством ориентации на море и потому маячным сооружениям придают характерную форму и окраску, визуально выделяющую их на фоне окружающей обстановки.
Маяком называется устройство, световой сигнал от которого проходит больше 10 морских миль. Устройства, световой сигнал от которых проходит менее 10 морских миль, считаются навигационными знаками.
В России морские маяки находятся в ведении управления навигации и океанографии Минобороны России, портовые — в ведении Росморпорта, а речные содержит ФБУ «Администрация «Волго-Балт».
Для обеспечения своей оптической заметности в неблагоприятных условиях наблюдения маяки оснащают сильным источником света и, как правило, снабжаются оптическими устройствами, служащими для концентрации света в заданных направлениях и увеличения силы света используемого источника излучения. Чрезвычайно часто используется модуляция по заданному временному закону силы света с тем, чтобы отличить световые сигналы маяка от света постоянных источников (как береговых, так и ходовых огней судов) и отличить от сигналов других маяков.
| - Фотогалерея - Типичный береговой маяк Бюссе - Береговой маяк на острове. Kjeungskjær, Норвегия - Маяк «Юминда» в Эстонии. Полуостров Юминда - Плавучий маяк «Noord Hinder» - Плавучий маяк «Breeveertien» - Маяк на крыше дома в Актау. Вид с Каспийского моря - Маяк в городе Салвадор, Бразилия - Маяк на острове Шикотан - Маяк на острове Хийумаа, Эстония - Маяк в Гаване, Куба - Маяк Наггет Поинт - Маяк мыса Реинга |

## Навигационные свойства маяков
Для упрощения прохождения судами опасных мест и мелей башня маяка может иметь характерную цветную окраску из нескольких полос (так называемая «дневная метка» (англ. day mark)); в ночное время применяются секторные огни (англ. sector lights), устроенные таким образом, что позволяют определить, с какой стороны судно подходит к маяку.
Цвета секторных огней:
- Белый — обозначает безопасный для прохода сектор;
- Красный — обозначает левую (англ. port) от безопасного сектора область для приближающихся судов;
- Зелёный — обозначает правую (англ. starboard) от безопасного сектора область для приближающихся судов.

## Принцип работы маячного излучателя

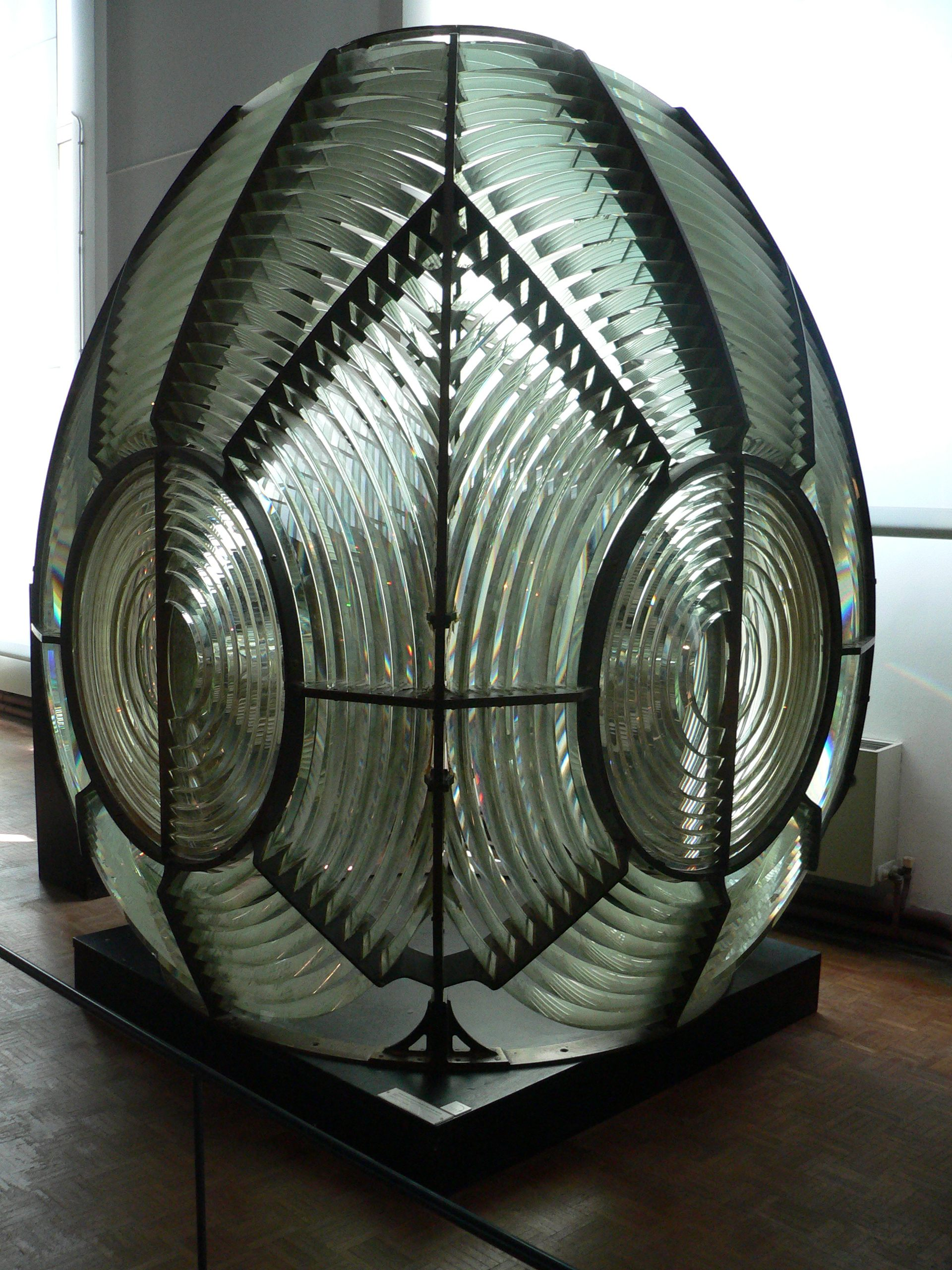
Линзы Френеля в экспозиции Национального морского музея. Франция, Париж

Маячный излучатель представляет собой прожектор, сила света которого пропорциональна площади собирающего свет элемента (зеркала или линзы), а телесный угол, в котором распространяется свет, обратно пропорционален этой площади. Так достигается увеличение силы света в заданном направлении, то есть его концентрация.
Поскольку изготовление цельного оптического элемента больших размеров связано с увеличением его веса, его собирают из отдельных элементов. При этом оказалось, что технологически более выгодным стало эти элементы делать не отражающими, а работающими на просвет, то есть использовать для концентрации света составную линзу, предложенную Френелем (см. Линза Френеля). Для простейшей модуляции силы света оказалось целесообразным использовать сборку линз, вращающихся вокруг излучающего во всех направлениях источника и постоянного по интенсивности света.
В очень старых маяках источником света были керосиновые лампы, вращение линз осуществлялось часовым механизмом с пружиной или грузом, приводимым в рабочее состояние мускульной силой смотрителя маяка. Тяжёлая сборка линз для уменьшения трения делалась плавающей на поверхности ртути. В современных маяках с вращающимися зеркалами часовой механизм приводится в движение электродвигателями, а для уменьшения трения используются подшипники различных видов.
Источниками энергии в современных маяках служат электроэнергия, подводимая от электростанций на берегу, солнечная батарея или дизель-генератор. В морских маяках могут применяться радиоизотопные термоэлектрические генераторы. Например, такой генератор был смонтирован на Ирбенском морском маяке, расположенном в районе банки Михайловская в Ирбенском проливе Балтийского моря (в настоящее время Ирбенский маяк работает от солнечной энергии и имеет резервный дизель-генератор).
В современных автоматизированных маяках система вращающихся линз заменена источником импульсного света, который совместно с оптической системой даёт направленный пучок света, причём сила излучения такого маяка может изменяться по определённому закону, свойственному только этому маяку.
Применение источника, сила света которого меняется по определённому закону, позволяет создать для каждого маяка определённую световую схему, позволяющую наблюдателю идентифицировать маяк. К примеру, маяк в Схевенингене даёт вспышки с интервалами 2,5 и 7,5 секунд. В дневное время дополнительным средством опознавания маяка является окраска и форма башни.
Более того, применение импульсного источника света позволяет обеспечить отличающиеся как по цвету, так и по направлению сигналы для разных секторов обзора со стороны маяка
Маяк может также подавать судам звуковые сигналы и (или) передавать радиосигнал, чтобы выполнять свою функцию и в условиях недостаточной видимости (вре́менной, как во время тумана, или постоянной — например, вызванной условиями рельефа местности). Требование туманной сигнализации является необходимым условием эксплуатации маяка. Для этих же целей применяется и установка отражателей радиолокационных сигналов (в виде уголковых отражателей), позволяющих для различных секторов сформировать характерные для них радарные метки.
Из-за применения современных навигационных технологий роль маяков как навигационного средства несколько снизилась, и в настоящее время количество работающих маяков во всём мире не превышает полутора тысяч.

## История развития маяков

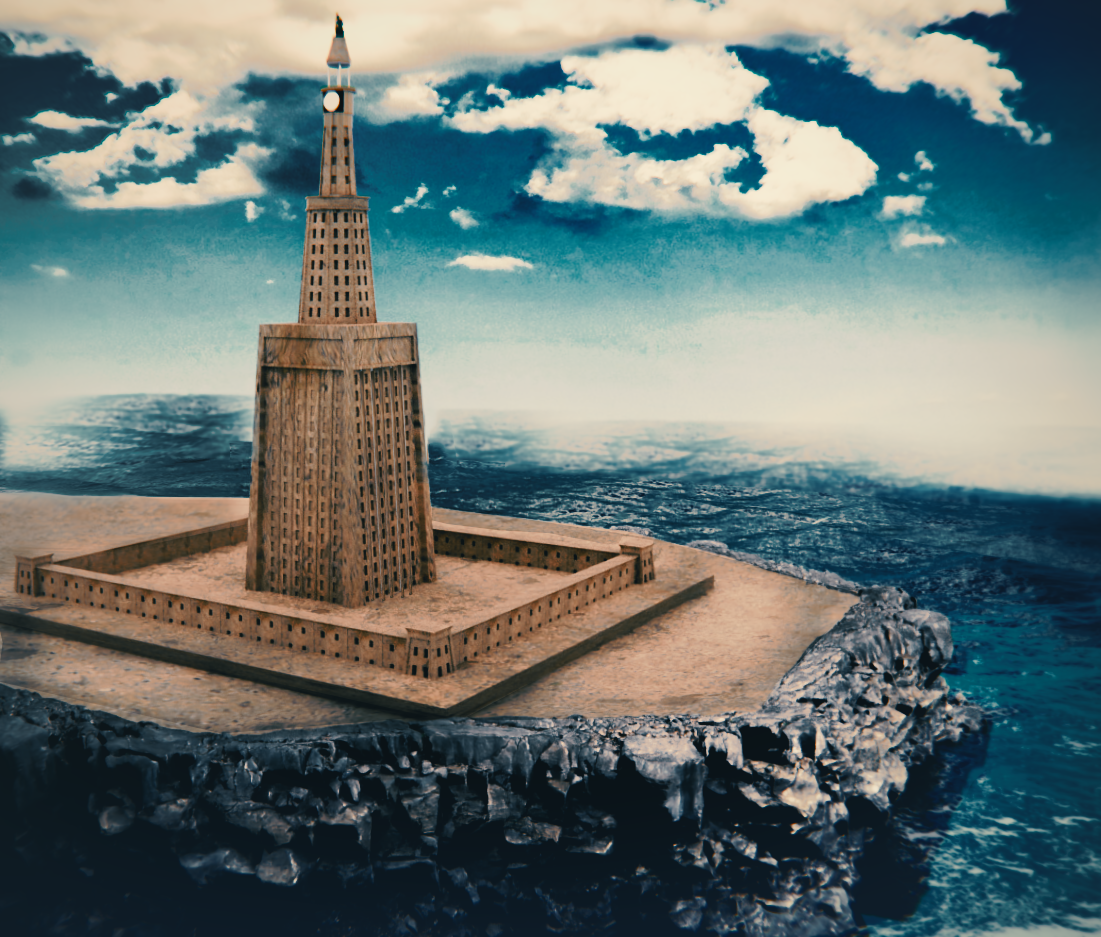
Александрийский маяк. 3D-реконструкция

Маяки строились с древнейших времён. Самым известным маяком в истории является одно из чудес света — Александрийский маяк, построенный в III веке до н. э. Греки и финикийцы огнями костров размечали опасные проходы.
В Англии в XVI веке году был создан специальный государственный орган, Тринити-хаус, который занялся строительством маяков.
По мере усложнения конструкции маяков в качестве источника света использовался каменный уголь, рапсовое масло, керосин.
Важным этапом развития оптического оснащения маяков стало изобретение в 1820 году линз Френеля, позволивших значительно увеличить силу света маяка в определённых направлениях. Совершенствовалась и несущая конструкция, появилось несколько типов маяков. Первый речной плавучий маяк появился в 1729 году в устье Темзы, а первый морской плавучий маяк — спустя 60 лет в Северном море.

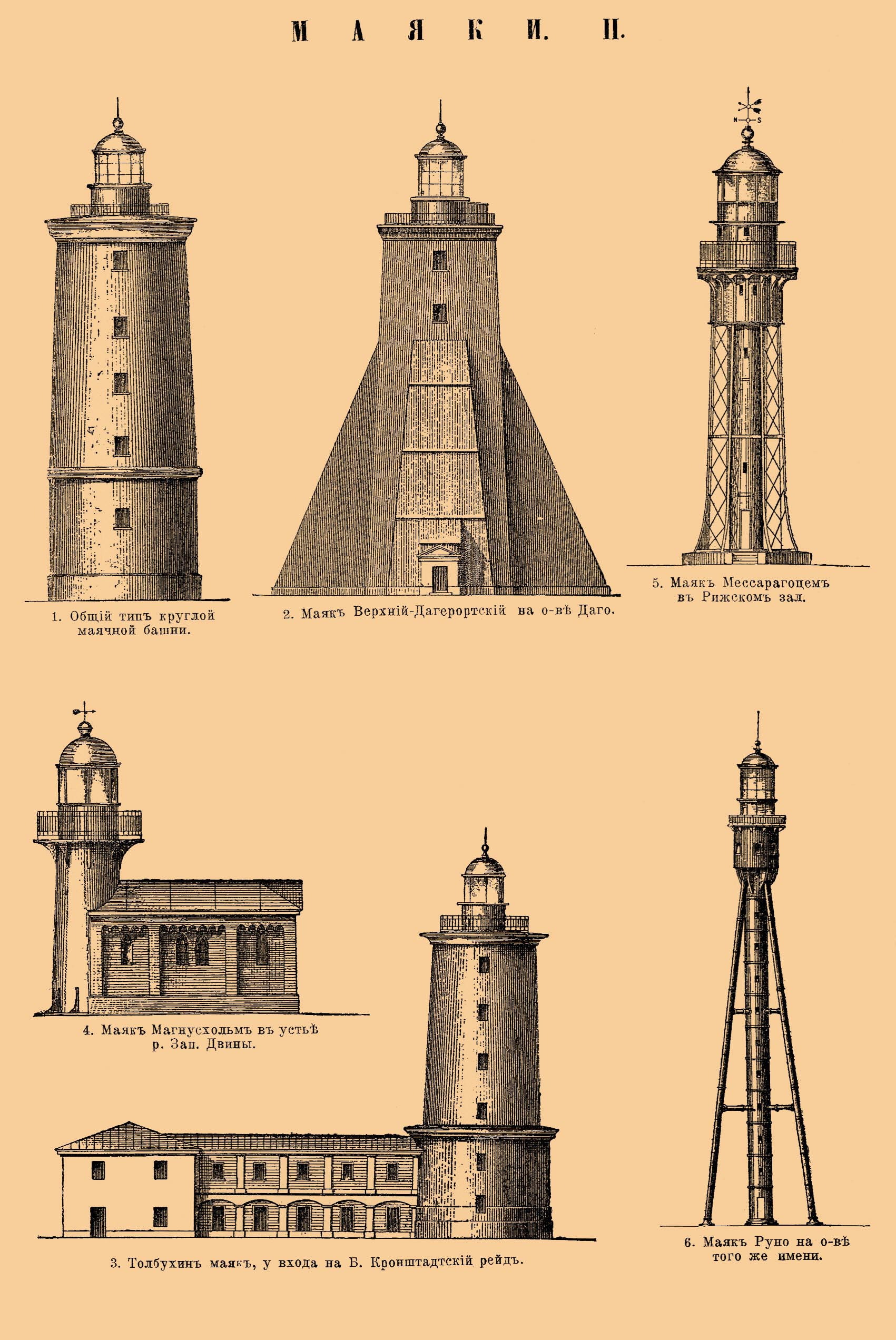
Маяки Российской империи

Первые маяки в России были построены в начале XVIII века. Интенсивность строительства маяков в России связана с развитием флота при Петре I. 8 июля 1807 года по указу Александра I все маяки России были переведены из частного владения в подчинение морского ведомства. Делалось это для обеспечения надлежащего надзора за состоянием маяков и, следовательно, безопасности мореплавания. С 1997 года 8 июля стало профессиональным праздником маячников России.
В Северной Америке первый деревянный маяк близ Бостона был построен в 1716 году (старейший из сохранившихся маяков американского континента — маяк Самбро 1759 года при входе в гавань Галифакса). Вообще же строительство маяков шло очень медленно, во всём мире к началу XIX века их было не более ста. В конце XIX века система маяков была создана в Японии. Работами по её созданию руководил шотландский инженер Ричард Генри Брантон, который получил прозвище «отец японских маяков», а построенные по его проектам маяки известны в Японии как «дети Брантона».
Существенный вклад в совершенствование конструкции маяков был сделан в начале XX века шведским учёным Густавом Даленом, изобретателем солнечного клапана, который позволил автоматизировать работу маяков, включая маяк ночью и выключая при солнечной погоде. Дален получил за это изобретение одну из первых Нобелевских премий по физике.
В настоящее время необходимость в смотрителях маяков практически отпала, их задачи теперь сводятся только к экстренному ремонту маяков. Наиболее важные маяки полностью автоматизированы.
Усовершенствования в навигации, применение системы GPS привели к сокращению числа маяков, требующих постоянного присутствия обслуживающего персонала. Последний такой маяк был демонтирован в 1990-е годы.

## Сигналы маяков
Сигналы, даваемые современными маяками, могут быть:
- оптическими — маячные огни (лампы накаливания, светодиоды); огонь маяков бывает постоянным, проблесковым, группопроблесковым, постоянным с проблесками, постоянным с группой проблесков.
- акустическими воздушными — наутофон, диафон, сирена.
- акустическими подводными — подводный колокол, осциллятор.
- активными радиосигналами, что превращает маяк в радиомаяк.
- Отражёнными радиосигналами.

## Маяки как объекты морского наследия

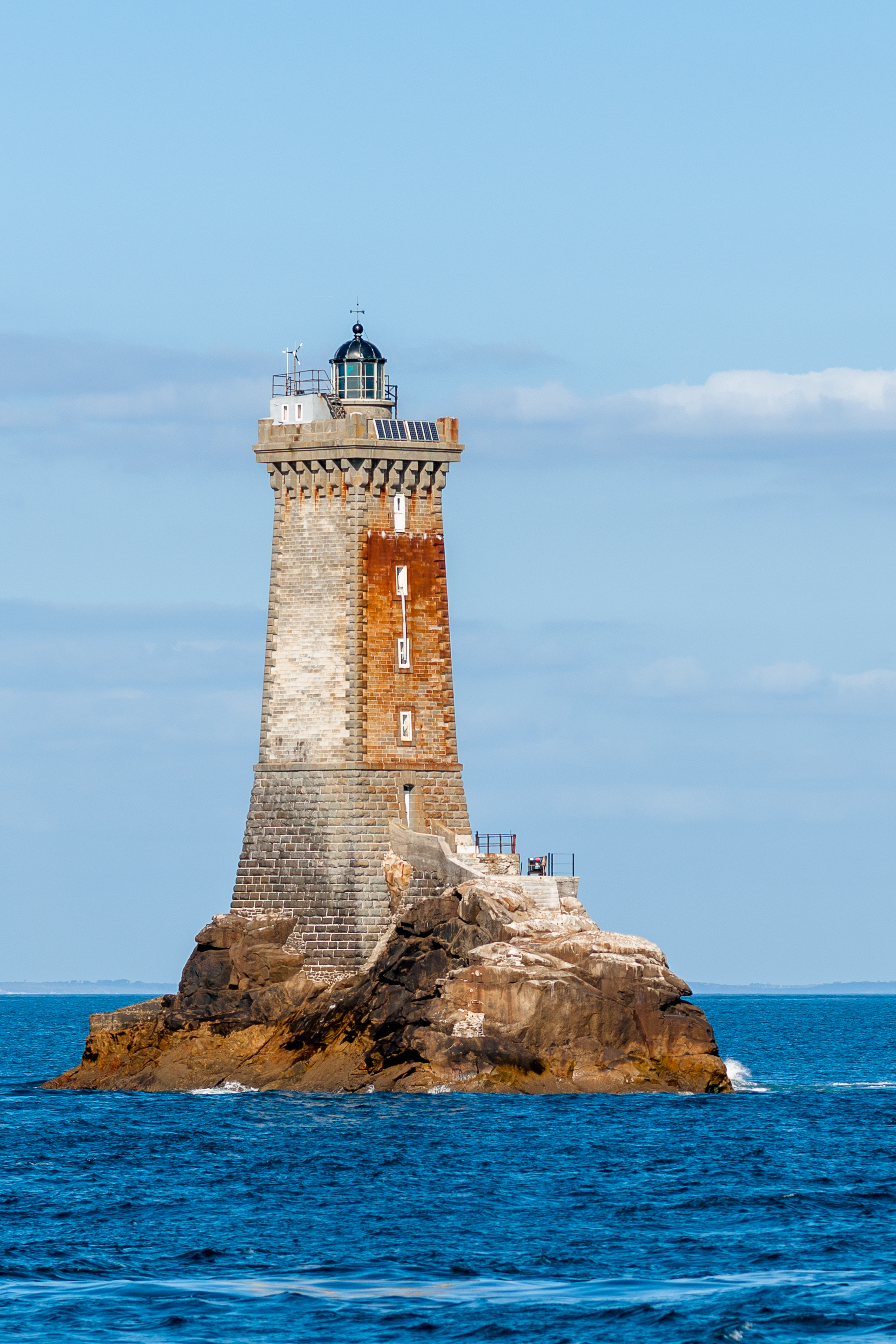
Маяк Вьей, имеющий статус исторического памятника Франции

В связи с бурным развитием систем навигации роль маяков в ХХ—XXI вв. падает, за многими из них перестают следить, что приводит к их разрушению. С целью сохранения исторических маяков в некоторых странах приняты специальные законы. Так, в США в 2000 году принят закон Закон об охране исторических маяков, в Канаде в 2008 году — Закон об охране наследия маяков. Во Франции при Министерстве экологии и устойчивого развития существует специальная Маячная служба (фр. Service des phares et balises), обеспечивающая функционирование маяков, а различные службы при Министерстве культуры изучают маяки с точки зрения их культурной и исторической ценности, с целью последующего присвоения статуса исторического памятника. По состоянию на 2014 год этот статус имели 95 маяков. С 2008 года национальная программа по охране маяков функционирует в Норвегии, где статус исторического памятника за несколько последующих лет получили 84 маяка.
В России, по предварительным данным, порядка 200 маяков и навигационных знаков можно отнести к объектам морского наследия, представляющим историческую и культурную ценность для России. По различным причинам состояние маячных сооружений катастрофически ухудшается. Помимо того, что большинство зданий и сооружений обветшало и требует капитального восстановительного ремонта, даже те объекты, которые ремонтируются, в процессе ремонта варварски переделываются, что приводит к их утере как памятников. Лишь по 13 из 200 маяков по ходатайству ГУНиО МО были приняты решения соответствующих государственных органов по их охране как памятников.

## Смотритель маяка

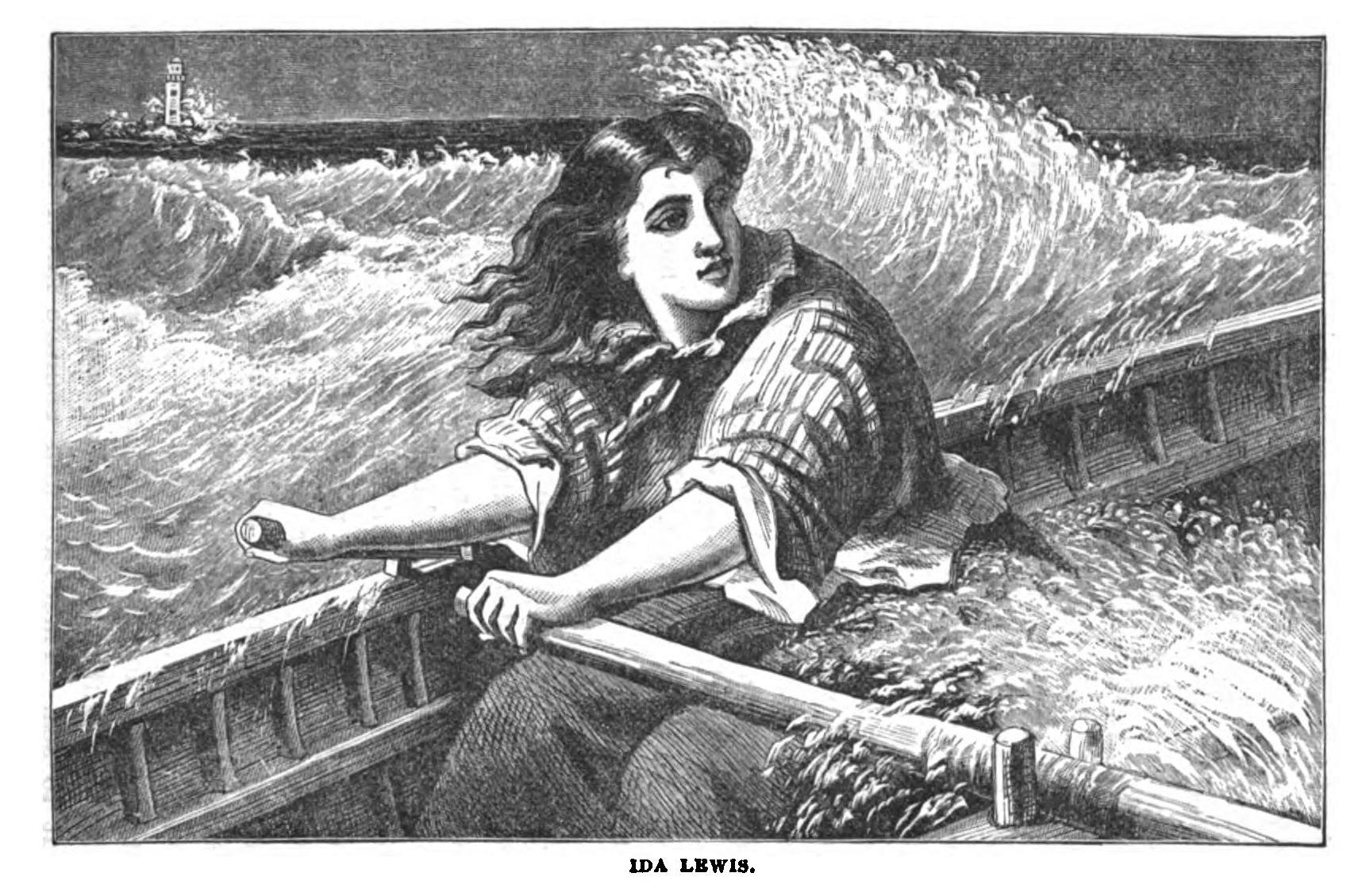
Айда Льюис, смотрительница маяка, спасшая около 20 утопающих

До повсеместной автоматизации маяков в XX веке функционирование маяка обеспечивал смотритель. Его основной обязанностью являлось круглосуточное поддержание маячного огня и обеспечение технической исправности оборудования. Профессия смотрителя требовала высокого уровня ответственности, а иногда и личной храбрости, готовности рисковать собой ради терпящих бедствие мореплавателей.
В XXI веке профессия смотрителя является намного менее востребованной, однако продолжает существовать. Наряду с основными обязанностями, маячник может осуществлять технические работы, контролировать навигационные системы, изучать данные метеостанции и т. п. Кроме того, возник новый тип смотрителя, обеспечивающего в первую очередь сохранность маяка как памятника, объекта культурного наследия.

## В живописи
| - Картины - Исаак Сейлмейкер «Военные корабли и другие суда перед маяком Эддистоун», вторая пол. XVII века? Частное собрание - Антон Мельби «Маяк Эддистоун», 1846 - Джон Кармайкл «Маяк Ирвин. Ужасная буря», 1851 Частное собрание - Теодор Гюден « Наполеон III посещает Геную в 1859 году после австро-сардинской войны », 1865. Коллекция Национального музея морской пехоты. Париж, Франция. - Иван Айвазовский «Морской пейзаж в лунном свете с кораблекрушением», 1863. Частное собрание. - В. И. Овчинников «Маяк Териберский» |

## В филателии

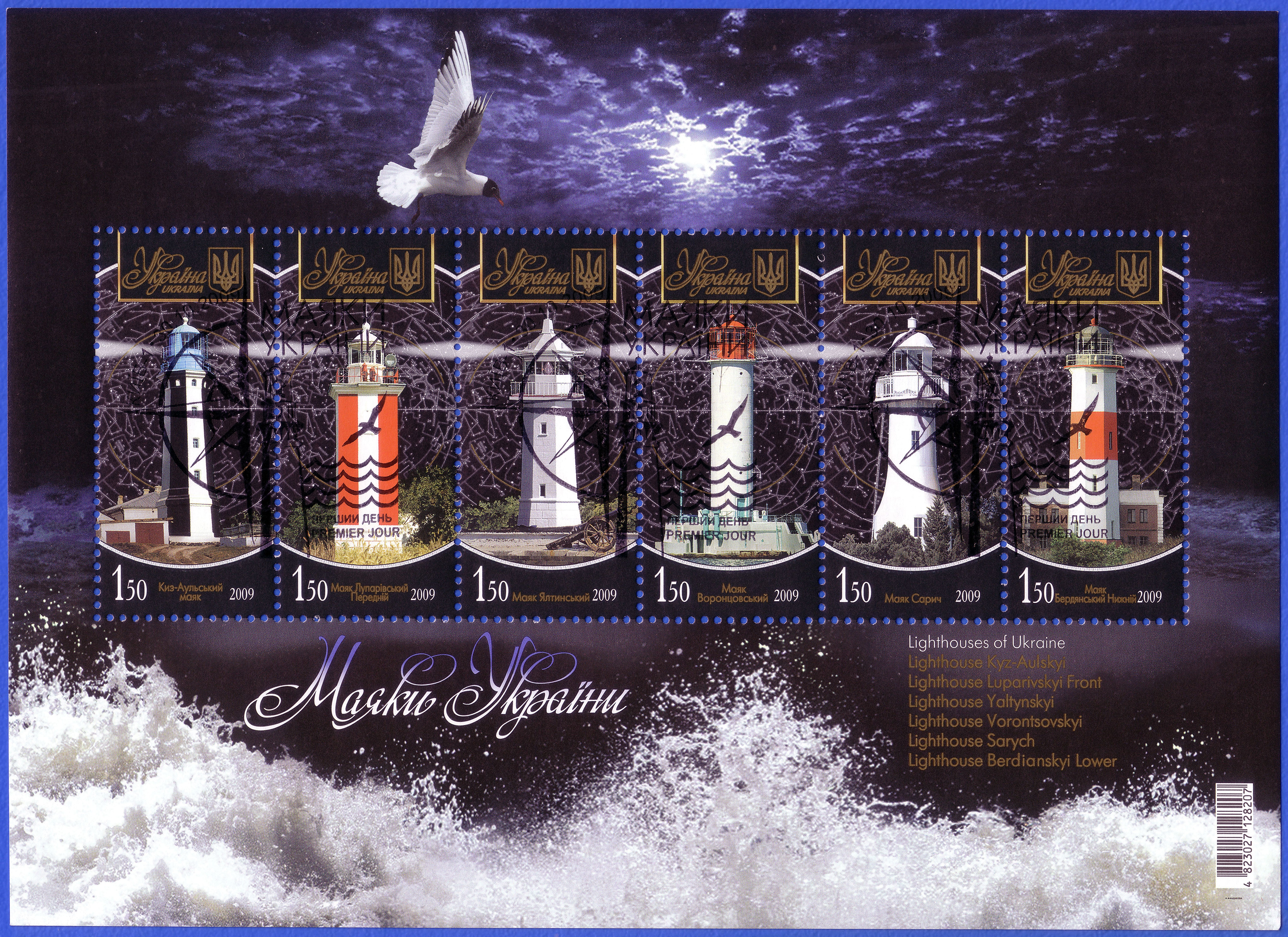
Почтовый блок Украины «Маяки», 2009 год

| - Почтовые марки России, 2005 год - Мудьюгский маяк - Соловецкий маяк - Святоносский маяк |

| - Почтовые марки России, 2006 год - Канинский маяк - Кильдинский-Северный маяк - Вайдагубский маяк |

## Факты

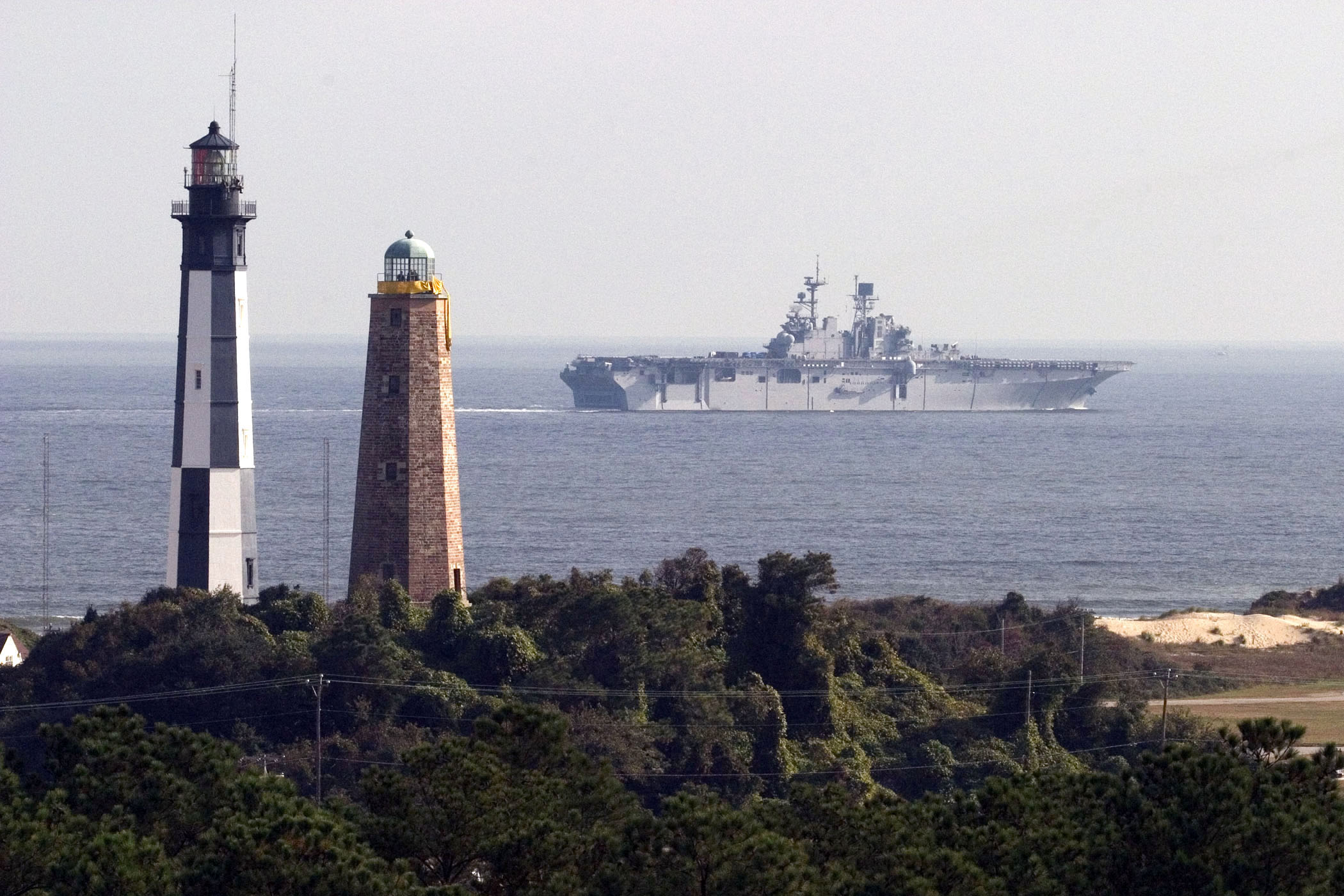
Маяки мыса Генри (г. Виргиния-Бич, штат Виргиния, США)

- Самым известным происшествием, связанным с маяками, было таинственное исчезновение одновременно трёх смотрителей маяка на Островах Фланнана в декабре 1900 года.
- Во Франции береговая линия не обозначалась огнями вплоть до XVII века, делалось это для предотвращения нападения пиратов[18].
- Одна из немногих, действующая до сих пор, церковь-маяк — Вознесенская церковь, сооружена в 1862 году на Секирной горе Большого Соловецкого острова Соловецкого архипелага[19].
- Статуя Свободы с 1886 по 1902 год использовалась как маяк[20].
- Самый западный маяк современной России находится в городе Балтийске[7]. Он построен в 1813—1816 гг. и указывает путь кораблям, следующим в порты Балтийска, Светлого и Калининграда.
- Маяк Вестерлихтторен (Westerlichttoren) был изображён на нидерландской банкноте в 250 гульденов.
- Самый древний из ныне действующих маяков, построенный ещё во времена римского императора Траяна (II в.), находится в испанском городе Ла-Корунья (см. также Список маяков Испании).
- В городе Виргиния-Бич (штат Виргиния, США) два маяка стоят в 100 метрах друг от друга (на илл.)
- Одним из самых уединённых мест в мире был назван исландский маяк Тридрангар, расположенный на вершине скального острова в Атлантическом океане.

## Пограничный маяк
Слово «маяк» имеет специальное значение на степной границе России с Китаем и Монголией в Забайкалье. В этом контексте термин «пограничный маяк» означает не морской навигационный знак, а знак, обозначающий линию сухопутной границы в соответствии с Буринским договором (1727). 63 таких знака, в виде каменных или земляных холмов, были сооружены по границе России с Цинской империей от Кяхты до реки Аргунь.
До некоторой степени термин «маяк» в этом значении продолжает использоваться и в настоящее время. В частности, трёхстороннее соглашение об определении точек стыков государственных границ России, Монголии и Китая описывает восточную точку стыка как «маяк Тарбаган-Дах».